# Besleria yatuana
Besleria yatuana là một loài thực vật có hoa trong họ Tai voi. Loài này được Feuillet mô tả khoa học đầu tiên năm 2008.